# الکساندرا ناوروتسکی
الکساندرا ناوروتسکی (انگلیسی: Alexandra Navrotsky؛ زادهٔ ۲۰ ژوئن ۱۹۴۳در نیویورک سیتی) شیمیدان فیزیک در زمینه نانوژئوساینس است. او عضو منتخب آکادمی ملی علوم ایالات متحده (NAS) و انجمن فیلسوفان آمریکا (APS) می‌باشد. او از سال ۱۹۹۵ تا ۲۰۰۰ عضو هیئت مدیره بخش علوم زمین و منابع NAS بود. در سال ۲۰۰۵، مدال یوری را از انجمن ژئوشیمی اروپا دریافت کرد. در سال ۲۰۰۶، مدال هری اچ. هس را از اتحادیه ژئوفیزیک آمریکا دریافت نمود. او در حال حاضر مدیر NEAT ORU (واحد تحقیقاتی سازمان‌یافته نانومواد در محیط زیست، کشاورزی و فناوری)، یک برنامه اصلی در نانوژئوساینس است. او استاد ممتاز دانشگاه کالیفرنیا، دیویس بود. دکتر الکساندرا ناوروتسکی در حال حاضر استاد ریجنت در دانشگاه ایالتی آریزونا، تمپه آریزونا است. گروه تحقیقاتی او (TherMotU) به بررسی ترمودینامیک پایه در ارتباط با نانومواد، زمین‌شناسی و علم مواد می‌پردازد. وی همچنین برندهٔ جوایزی همچون نشان بنجامین فرانکلین شده است.

## اوایل زندگی و تحصیلات
او از دبیرستان علوم برانکس در نیویورک فارغ‌التحصیل شد. او مدرک کارشناسی (۱۹۶۳)، کارشناسی ارشد (۱۹۶۴) و دکترای (۱۹۶۷) خود را در شیمی فیزیک از دانشگاه شیکاگو دریافت کرد، جایی که تحت نظر اوله جی. کلیپا تحصیل کرد.

## حرفه و تحقیقات
در سال ۱۹۶۷، او برای کار پسادکتری به دانشگاه فناوری کلاوستال در آلمان نزد هرمان شمالزریت رفت. او در سال ۱۹۶۸ به ایالات متحده بازگشت و کار پسادکتری خود را در دانشگاه ایالتی پنسیلوانیا ادامه داد. سپس به مدت حدود پنج سال متوالی به هیئت علمی شیمی در دانشگاه ایالتی آریزونا پیوست. بعدها در سال ۱۹۸۵ به گروه علوم زمین‌شناسی و ژئوفیزیک دانشگاه پرینستون نقل مکان کرد. او از سال ۱۹۸۸ تا ۱۹۹۱ رئیس این گروه بود. در سال ۱۹۹۷ به دانشگاه کالیفرنیا در دیویس رفت و به عنوان استاد بین‌رشته‌ای شیمی سرامیک، زمین و مواد محیطی منصوب شد. در سال ۲۰۰۱، به عنوان کرسی ادوارد روسلر در علوم ریاضی و فیزیکی انتخاب شد. از سال ۲۰۱۳ تا ۲۰۱۷، به عنوان رئیس موقت علوم ریاضی و فیزیکی در کالج ادبیات و علوم در دانشگاه کالیفرنیا در دیویس خدمت کرد. او در حال حاضر استاد ریجنت در دانشگاه ایالتی آریزونا است و از سال ۲۰۱۹ مرکز ناوروتسکی-ایرینگ برای مواد جهان را هدایت می‌کند. تخصص‌های او شامل: شیمی حالت جامد، سرامیک، فیزیک و شیمی کانی‌ها، ژئوشیمی می‌شود.

### ژئوشیمی
از سال ۱۹۹۷، او یک مرکز کالریمتری دمای بالا منحصر به فرد ساخته است. او همچنین ابزارها را طراحی و ارتقا داده است. ناوروتسکی روشی را برای اندازه‌گیری انرژی اکسیدهای بلوری شیشه‌ها، مواد بی‌شکل، نانوفاز، مواد متخلخل، فازهای آبی و کربنات‌ها و اخیراً نیتریدها و اکسی نیتریدها معرفی و به کار گرفته است. به دست آوردن داده‌های ترموشیمیایی برای درک سازگاری و واکنش‌پذیری مواد در کاربردهای فناورانه و زمین‌شناسی استفاده می‌شود. انرژی‌ها بینشی در مورد پیوند شیمیایی، واکنش‌های نظم-بی‌نظمی و انتقال فاز ارائه می‌دهد. کالریمتری ناوروتسکی همچنین در ارائه داده‌های ترموشیمیایی برای انواع فازهای مرتبط با پرووسکایت که پیامدهای عمده‌ای برای همرفت و تکامل در مقیاس سیاره‌ای دارد، استفاده شده است. یکی از کارهای ناوروتسکی نشان داده است که بسیاری از فازهای زئولیتی و مزوحفره دارای انرژی‌هایی هستند که فقط کمی بالاتر از فازهای متراکم پایدار آنهاست. انرژی با وجود یا عدم وجود زوایای پیوند تحت فشار مرتبط است نه با چگالی.